# Aukštaitijos siaurasis geležinkelis
| Kopfbahnhof Streckenanfang            | 0,0  | Panevėžys              | Panevėžys              |
| Haltepunkt / Haltestelle              | 12,8 | Taruškos               | Taruškos               |
| Haltepunkt / Haltestelle              |      | Rekstino miškas        | Rekstino miškas        |
| Haltepunkt / Haltestelle              |      | Bajoriškiai            | Bajoriškiai            |
| Bahnhof                               | 24,3 | Raguvėlė               | Raguvėlė               |
| Haltepunkt / Haltestelle              | 30,3 | Surdegis (früher Bhf.) | Surdegis (früher Bhf.) |
| Haltepunkt / Haltestelle              | 38,8 | Vašuokėnai             | Vašuokėnai             |
| Bahnhof                               | 40,9 | Troškūnai              | Troškūnai              |
| Haltepunkt / Haltestelle              | 51,0 | Pagojė                 | Pagojė                 |
| Bahnhof                               | 56,4 | Anykščiai              | Anykščiai              |
| Brücke über Wasserlauf                |      | Šventoji               | Šventoji               |
| Haltepunkt / Haltestelle              |      | Žažumbris              | Žažumbris              |
| Haltepunkt / Haltestelle              | 63,5 | Bičionys               | Bičionys               |
| Haltepunkt / Haltestelle Streckenende | 68,4 | Rubikiai               | Rubikiai               |

Die Aukštaitijos siaurasis geležinkelis (deutsch Oberlitauische Schmalspurbahn) ist eine 68,4 km lange  Museums-Schmalspurbahn von Panevėžys nach Rubikiai in Litauen mit einer Spurweite von 750 mm.

## Geschichte
Die Schmalspurbahn wurde ab 1891 mit einer Spurweite von 750 mm gebaut. Der erste Streckenabschnitt wurde am 11. November 1895 von Švenčionėliai nach Pastovai eröffnet und 1898 bis Panevėžys verlängert. Im Herbst 1899 wurde der fahrplanmäßige Personen- und Güterverkehr aufgenommen. Anfangs gab es 2 Depots, 14 Stationen, 15 Lokomotiven, 58 Personenwagen unterschiedlicher Typen, 6 Postwagen sowie 112 geschlossene und 154 offene Güterwagen. 1903 wurde bereits 40.632 Fahrgäste und 65.000 Tonnen Fracht transportiert. Während der Zeit von Litauens Unabhängigkeit (1920–1938) entwickelte sich Panevėžys zu einem regionalen Zentrum und es wurden insbesondere die Rohstoffe Kohle, Mineralöl, Sand, Salz und Düngemittel sowie landwirtschaftliche Produkte wie Flachs, Speck, Rübenzucker, Mehl, Butter, Samt und Holz befördert.
Während des Ersten Weltkriegs verlegte die deutsche Armee 1916 zwei neue Heeresfeldbahn-Streckenabschnitte mit 600 mm Spurweite von Gubernija nach Pasvalys und von Joniškis nach Žeimelis. Zwischen dem Ersten und dem Zweiten Weltkrieg hatte die Bahn ihre Blütezeit und unterstützte die wirtschaftliche Entwicklung der Region. In der Nachkriegszeit wurde die Bahnstrecke von der staatlichen Litauischen Bahngesellschaft Lietuvos Geležinkeliai betrieben.
In der zweiten Hälfte des 20. Jahrhunderts nahm das Verkehrsaufkommen ab. 1996 wurde der Betrieb nördlich von Panevėžys stillgelegt. Die Schmalspurbahn wurde 1996 zum nationalen technischen Kulturerbe erklärt und nahm den Museumsbahnverkehr auf. Der Güterverkehr wurde 1999 eingestellt. Am 1. November 1999 wurde bei der Restrukturierung der Lietuvos Geležinkeliai eine neue Abteilung für Schmalspurbahnen geschaffen. Dennoch wurde 2001 der Personenverkehr eingestellt. Ab 2006 wurden der Personenverkehr der Museumseisenbahn mit Diesellokomotiven der SŽD-Baureihe ТУ2 wieder aufgenommen und findet zunehmendes Interesse.

## Kulturdenkmale
Die Schmalspurbahn-Stationen entlang der Strecke sind wertvolle historische und kulturelle Stätten. Die Gebäudekomplexe der Bahnhöfe und Haltepunkte haben städtischen und architektonischen Wert. 1996 wurde die Schmalspurbahn daher vom Ministerium für unbewegliche Kulturwerte registriert. Der vom Staat geschützte Komplex umfasst die Gesamtlänge von 179 km und eine Fläche von 1.340 ha auf den Streckenabschnitten Panevėžys–Biržai, Panevėžys–Rubikiai und Joniškėlis–Linkuva, sowie Bahnhöfe, Industriegebäude und Straßen. 2003 wurde ein Teil dieser Objekte zu Kulturdenkmälern erklärt:
- Die Schmalspurbahnstrecke von Panevėžys bis Rubikiai
- Das Depotgebäude, das Lager und der Eisenbahnviadukt in Panevėžys
- Die Bahnhöfe Taruškos und Raguvėlė, einschließlich Lagerhallen, Wasserturm, Werkstatt, Bahnhofsgebäude und Wasserkran in Raguvėlė
- Bahnhof Surdegis
- Bahnhof Troškūnai und ein am Bahnhof gelegenes Haus
- Bahnhof Anykščių sowie ein Haus, das Lager, der Wasserturm, der Wasserkran und die Eisenbahnbrücke von Anykščių[3]

## Fotos entlang der Strecke

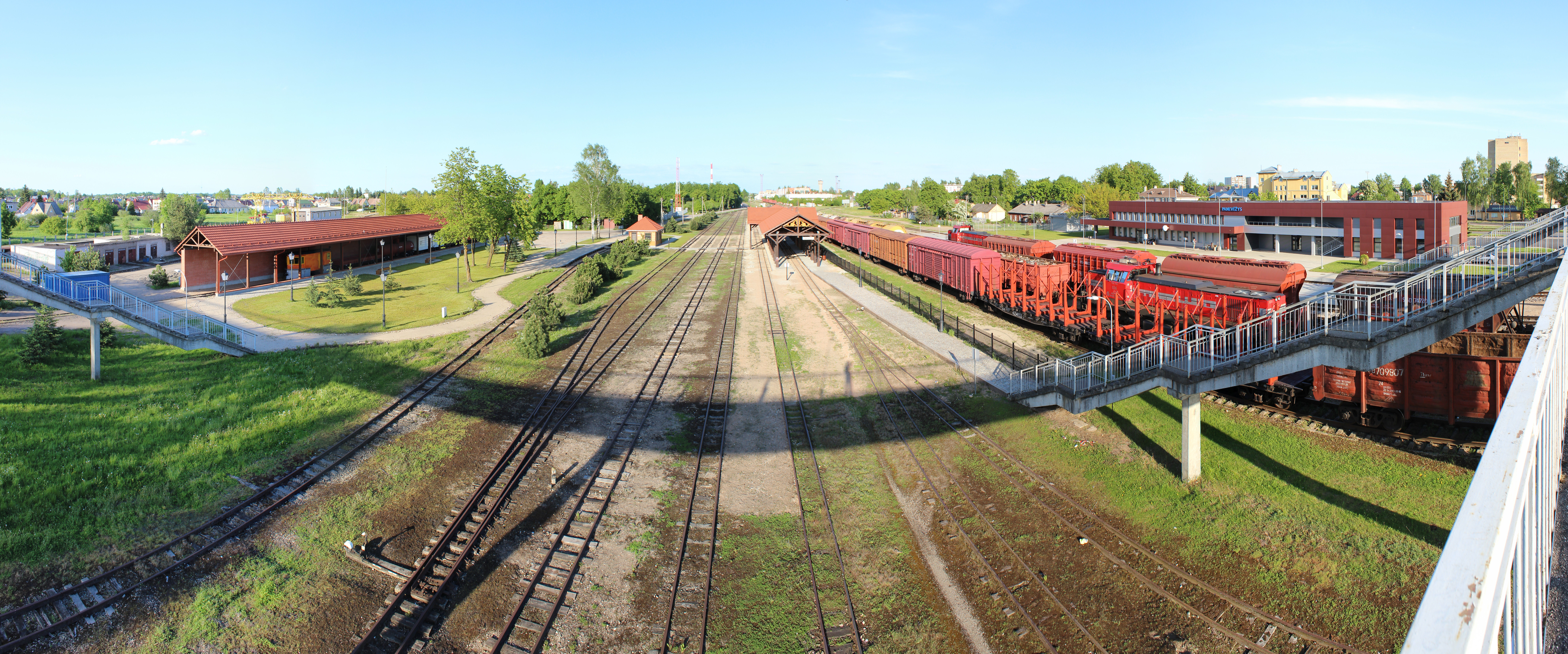
Bahnhof Panevėžys
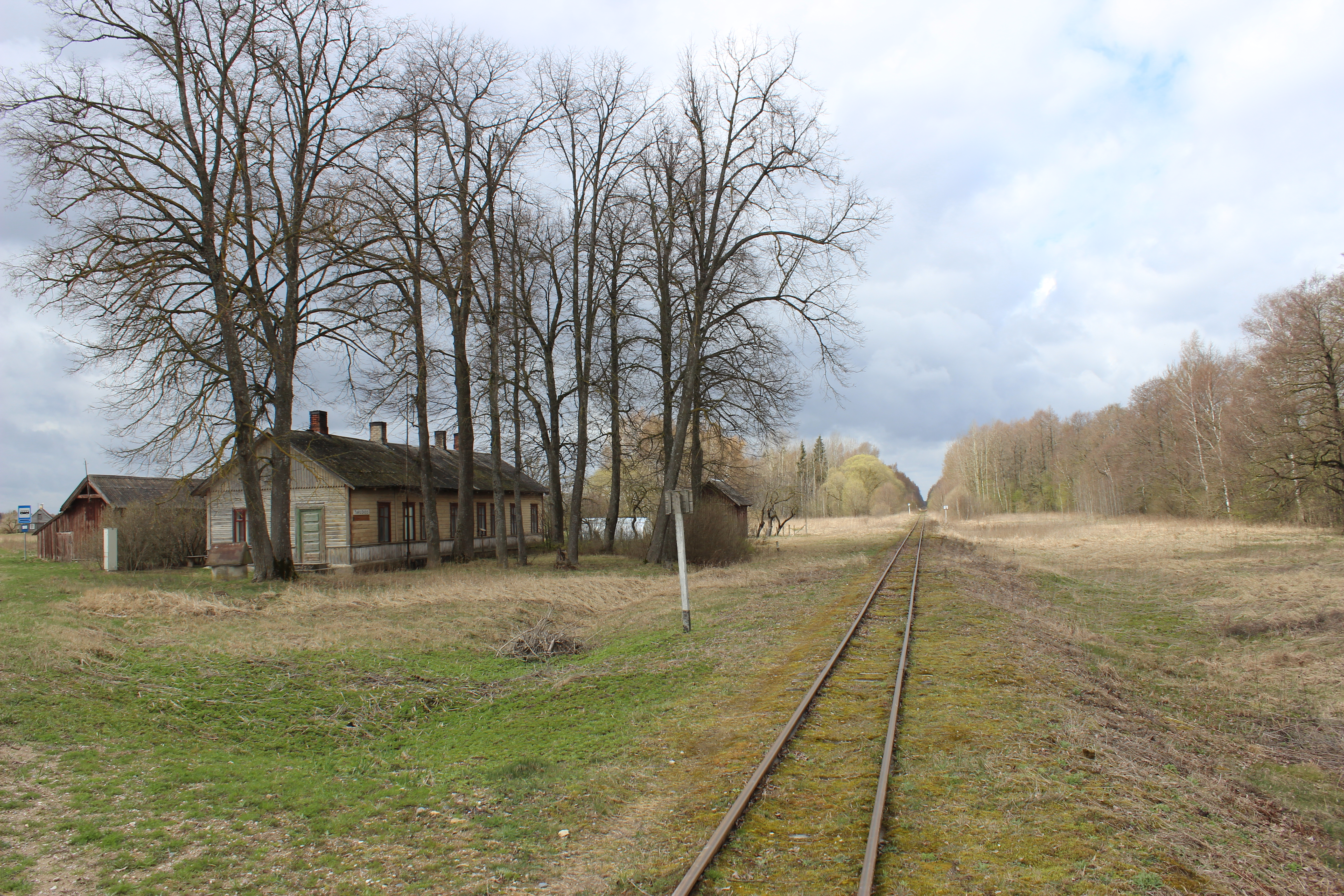
Taruškos
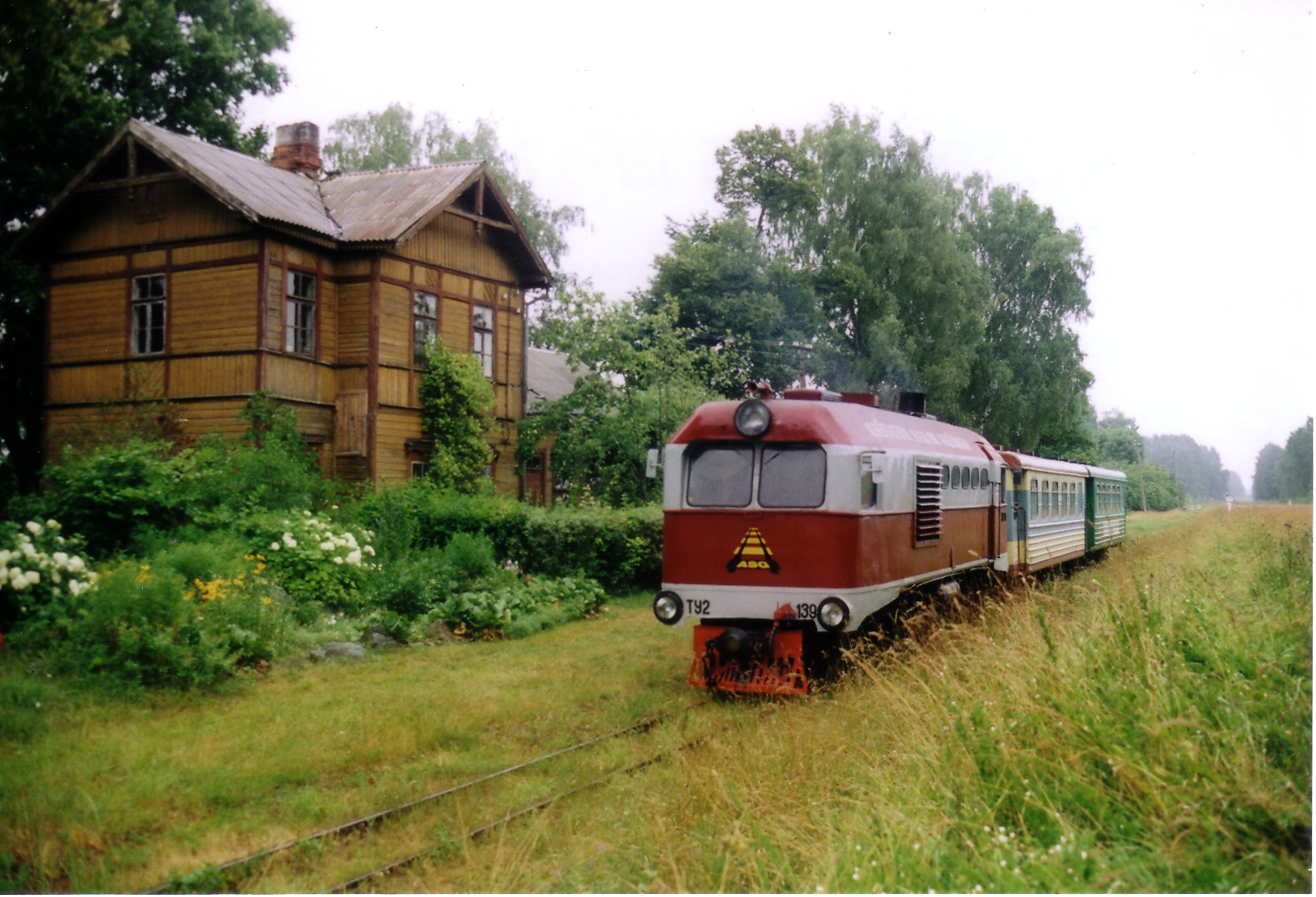
ТУ2 bei Surdegis
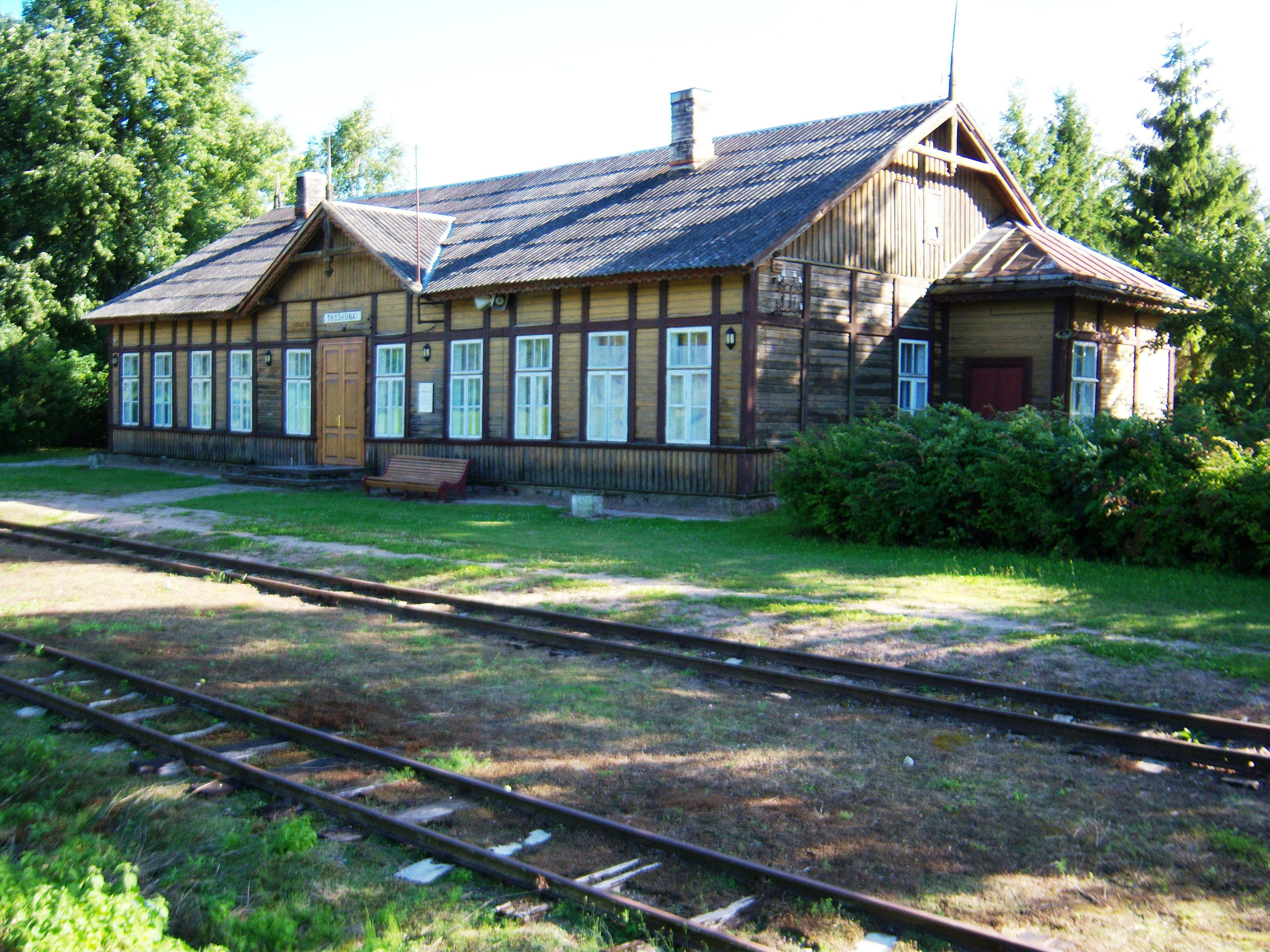
Troškūnai
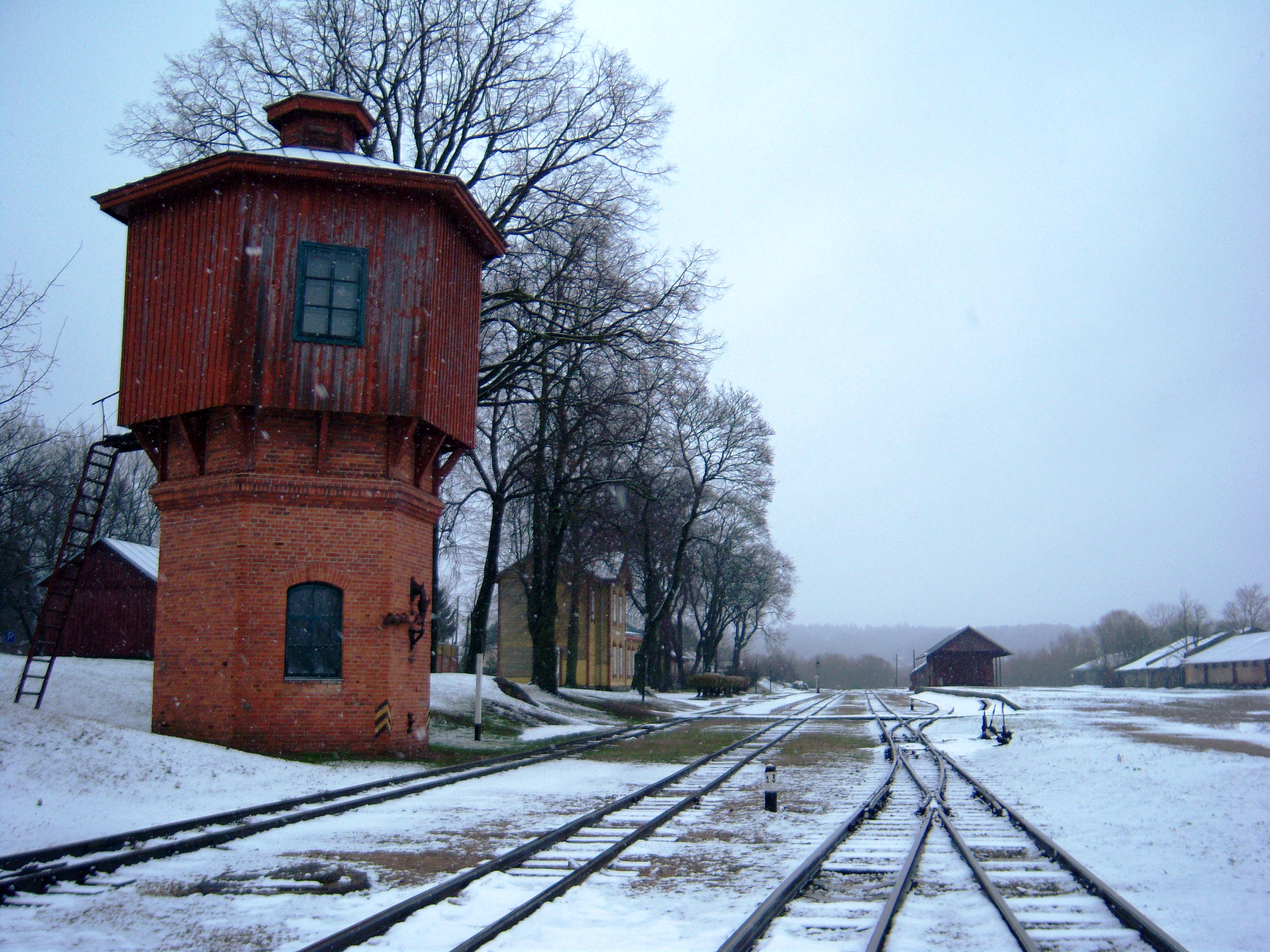
Bahnhof Anykščiai
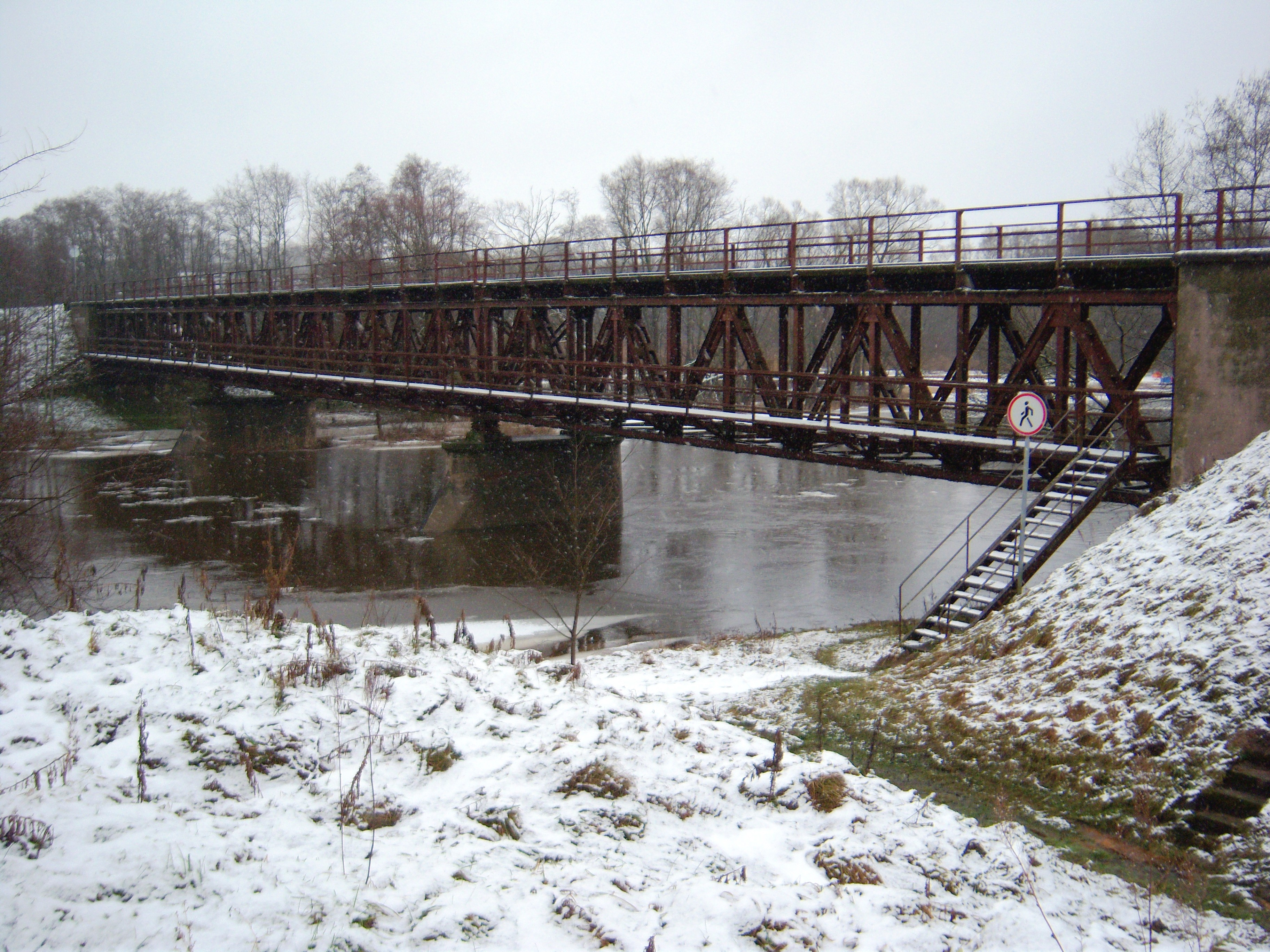
Brücke bei Anykščiai
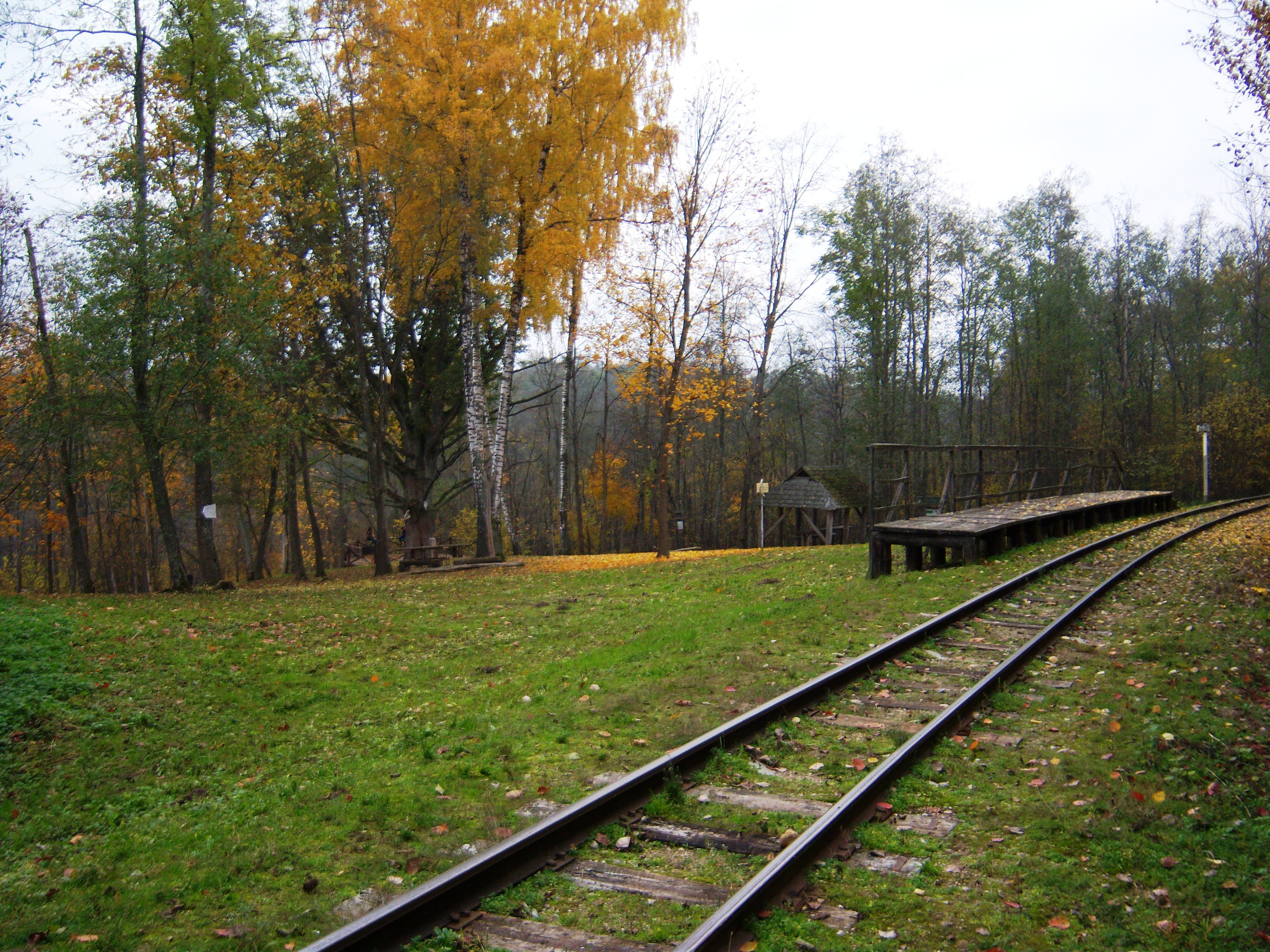
Žažumbris
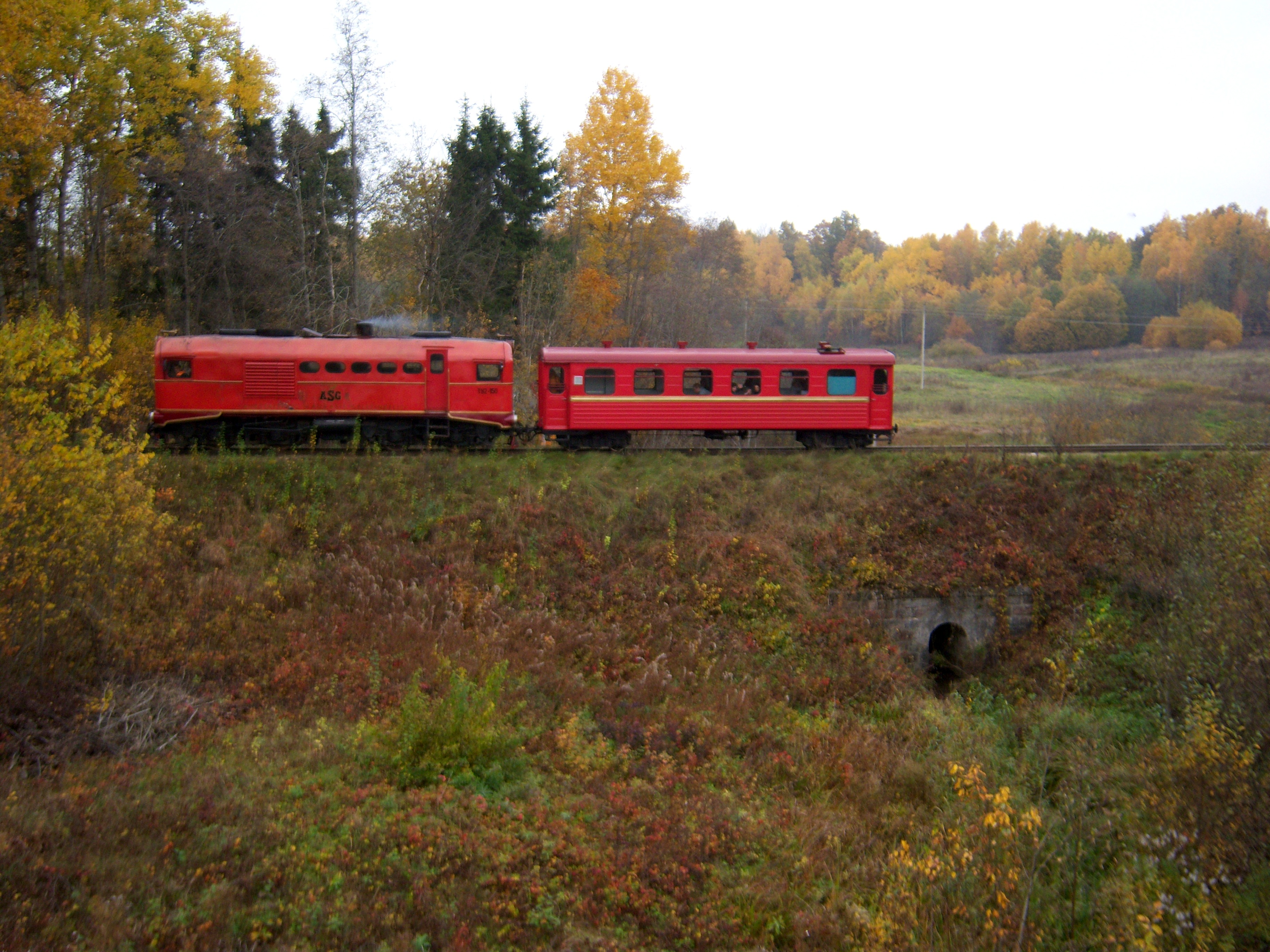
Bičionys
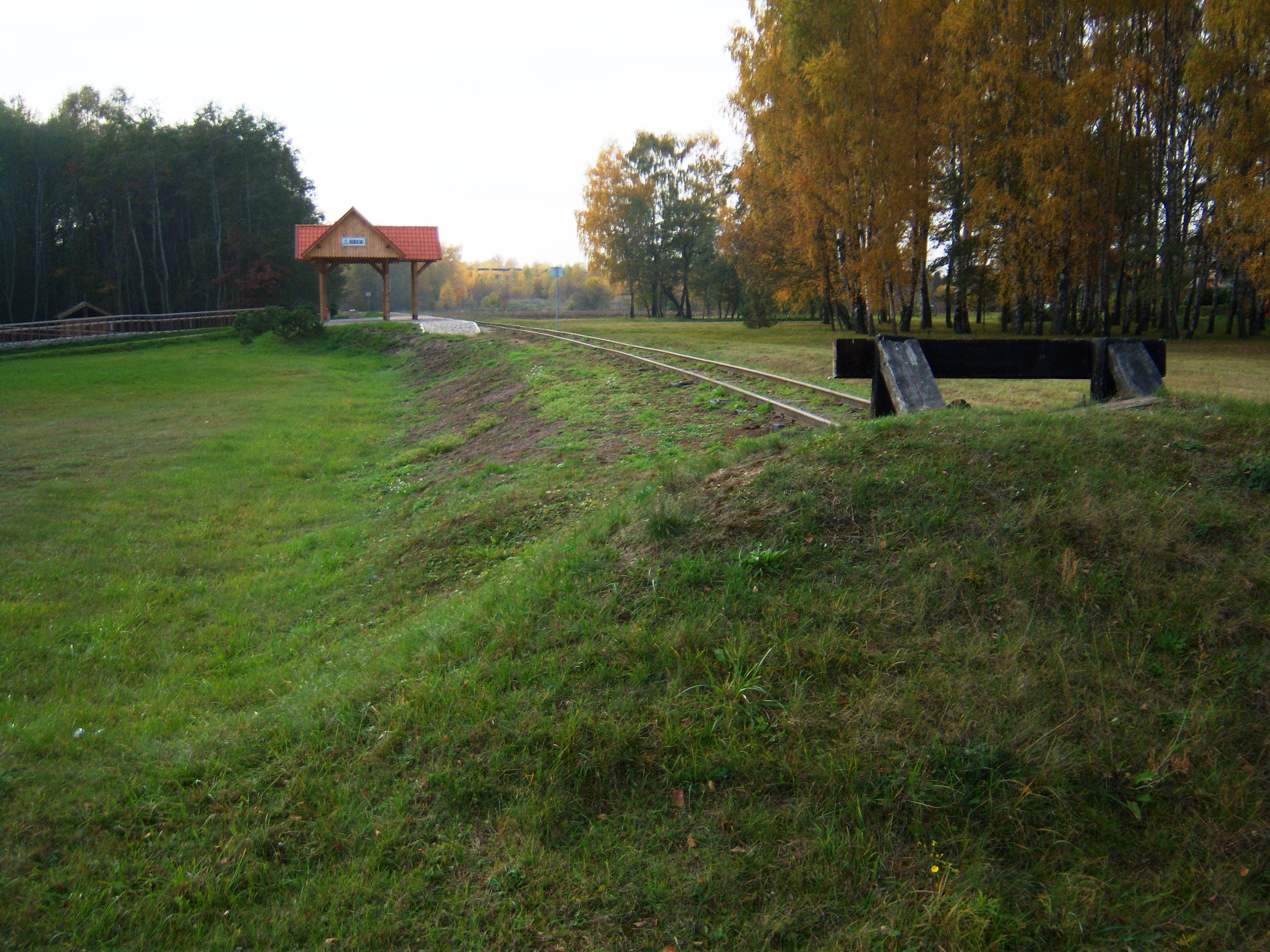
Endstation Rubikiai